# パウリスタ通り

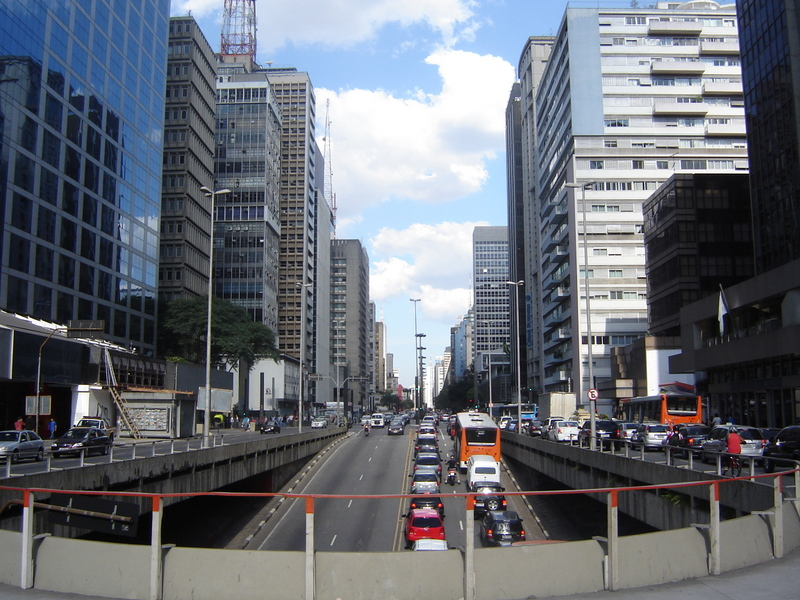
サンパウロのパウリスタ通り.

パウリスタ通り（パウリスタどおり、ポルトガル語:Avenida Paulista、アヴェニーダ・パウリスタ）は、ブラジルサンパウロの金融街の中心地。最も重要な街路になっている。2.8kmの長さを持ち、金融機関や文化施設の本部が多いだけではなく、広範囲の商業地区があり、ラテンアメリカで有数の質の高さのサンパウロ美術館も存在する。1960年代から、この通りは市内最大級のビジネス街となっている。サンパウロでも標高が高い位置であり、このためTV局やラジオ局のアンテナが密集している。通りの交通には地下鉄とバス路線が存在する。通りが完成したのは1981年のことであり、一般的にラテンアメリカにおいて最も高価な不動産として知られている。

## ツーリストポイント
- サンパウロ美術館 (Museu de Arte de São Paulo)
- トリアノン (Parque Siqueira Campos, Parque Trianon)
- カーザ・ダス・ローザス (Casa das Rosas)
- カースペル・リベロ建物 (Edifício Cásper Líbero) - テレビガゼタ本社とアンテナ
- グランデ・アヴェニーダ建物 (Edifício Grande Avenida) - テレビレコールアンテナ
- マリア・メンデスー・デ・バッホス・サァッジーアンテナ (Torre Maria Mendes de Barros Saad) - テレビバンデランテスアンテナ
- Top Center - ショッピングセンター
- Center 3 - ショッピングセンター
- コンジュント・ナシオナル (Conjunto Nacional)
- ジャパン・ハウス（Japan House São Paulo）- 南半球唯一のジャパン・ハウスである。